# Teoctista de Lesbos
Teoctista de Lesbos (em grego: Θεοκτίστη η Λεσβία) é um santo da Igreja Ortodoxa e Igreja Católica.

## Vida
Segundo sua hagiografia, ela nasceu em Metímna na ilha de Lesbos, provavelmente no primeiro quartel do século IX. Órfã desde a infância, suas relações levaram-a ao mosteiro onde foi criada. Na Páscoa de seu 18º ano (talvez 837), visitou sua irmã em sua vila, mas foi capturada com sua irmã e outros aldeões por invasores sarracenos. Na ilha de Paros, ela conseguiu escapar de seus captores e viveu em solidão por 35 anos, até ser encontrada por um caçador (em algum momento na década de 870).
Teoctista morreu logo depois, no começo do outono, e o caçador enterrou-a. Ele também cortou sua cabeça como relíquia e tentou levá-la embora, mas foi impedido por fortes ventos que não cessaram até a devolução da cabeça no túmulo. Depois disso o corpo desapareceu. A história da vida de Teoctista foi contada pelo caçador 30 anos a outro ermitão chamado Simeão, que por sua vez recontou a história para o autor da hagiografia, Nicetas Magistro. Sua festa é celebrada em 10 de novembro.

## Hagiografia
Nicetas Magistro compôs a Vida de Teoctista ca. 920, aos moldes da Vida de Maria do Egito, mas alterou para atender aos eventos e ambiente do Império Bizantino do século IX, particularmente a ameaça pirata sarracena após o estabelecimento do Emirado de Creta na década de 820. Devido sua associação com Maria do Egito, ela é descrita de forma similar nos ícones: "uma mulher magra com cabelo branco, que está descalça e veste um manto esfarrapado que cobre apenas metade de seu corpo". A vida foi mais tarde retrabalhada ligeiramente por Simeão Metafrasta, que colocou sua festa no dia 10 de novembro.